# Chorzów
Chorzów (kiejtéseⓘ, németül: Königshütte), Felső-Szilézia egyik iparvárosa, a Rawa és Brynica folyók találkozásánál. A közel 120.000 lakosú, Katowicétől északnyugatra fekvő dél-lengyel település kiterjedése 33,5 km², az 1945-ig fennálló német fennhatóság alatt a Königshütte nevet viselte. Chorzów mai területének kialakulása a második világháború előtt, 1934-1939 között történt négy, addig különálló ipari település, Chorzów, Królewska Huta, Nowe Hajduki és Hajduki Wielkie eggyé olvasztásával. Az összecsatolás után az új város a legrégebbi településrész után a Chorzów nevet vette fel.
Chorzów városa 1898 óta önálló kistérséget alkot, kivéve az 1975-1998 között időszakot, mikor az ilyen szintű közigazgatási egységek megszűntek a lengyel közigazgatásban. Az 1999-es közigazgatási reform óta Chorzów a Sziléziai vajdaság része, azt megelőzően a Katowicei vajdasághoz tartozott.

## A város neve
Chorzów: A korai írásos emlékek a város nevét már 1257-ben említik Charzew néven, majd későbbiekben a Charzow, Charzuff említések is előfordulnak. Valószínűsíthetően a település korai neve Charzew vagy Charzów volt, majd a későbbiekben a nyelv változásának következtében változott Chorzów-vá. A település korai neve a Charz személynévből származtatható, mely a Zacharias (Zakariás) rövidített változata. A név tehát magyarul Zakariásszállásra vezethető vissza. Az 1934-es egyesítés óta a megkülönböztetés jegyében Chorzów III vagy Chorzów Stary (Ó-Chorzów) néven illetik.
Królewska Huta: A Chórzówtól délnyugatra levő ipari-lakó városrész alapítása 1797-re vezethető vissza, a település a királyi szén és vasbányák körül alakult ki. Ennek megfelelően a neve is ezt idézi fel, Királyhutára magyarosítható leginkább. A település német neve ugyanerre vezethető vissza: Königshütte. A városka rendkívül gyorsan kiépült, 1868-ban ténylegesen városi rangot kapott. Az 1934-es egyesítés óta, mióta a teljes város a Chorzów nevet viseli a legrégebben alapított városrész után, az egykori Królewska Huta városrészt gyakran nevezik Chorzów I-nek vagy Chorzów-Miasto-nak, azaz a chorzówi belvárosnak.
Hajduki Wielkie, Nowe Hajduki: A hajdúk a 16. századi lengyel seregben szolgáló, a nemesek udvarához tartozó magyar gyalogosok voltak, akik Báthory István uralkodása alatt kerültek az országba. A települések az itt lakó hajdúk után lettek elnevezve: Hajduki Wielkia, azaz Nagyhajdú, és Nowe Hajduki, azaz Újhajdú nevet viselve. A két részt külön-külön csatolták Chorzów megnövelt területéhez, Nagyhajdú 1939-ben, Újhajdú 1934-ben lett része az újonnan kialakult városnak. Ma a településrészeket gyakran hívják Chorzów IV-nek, vagy Báthory István, illetve a róla elnevezett helyi vasmű után Chorzów-Batory-nak.

## Képek

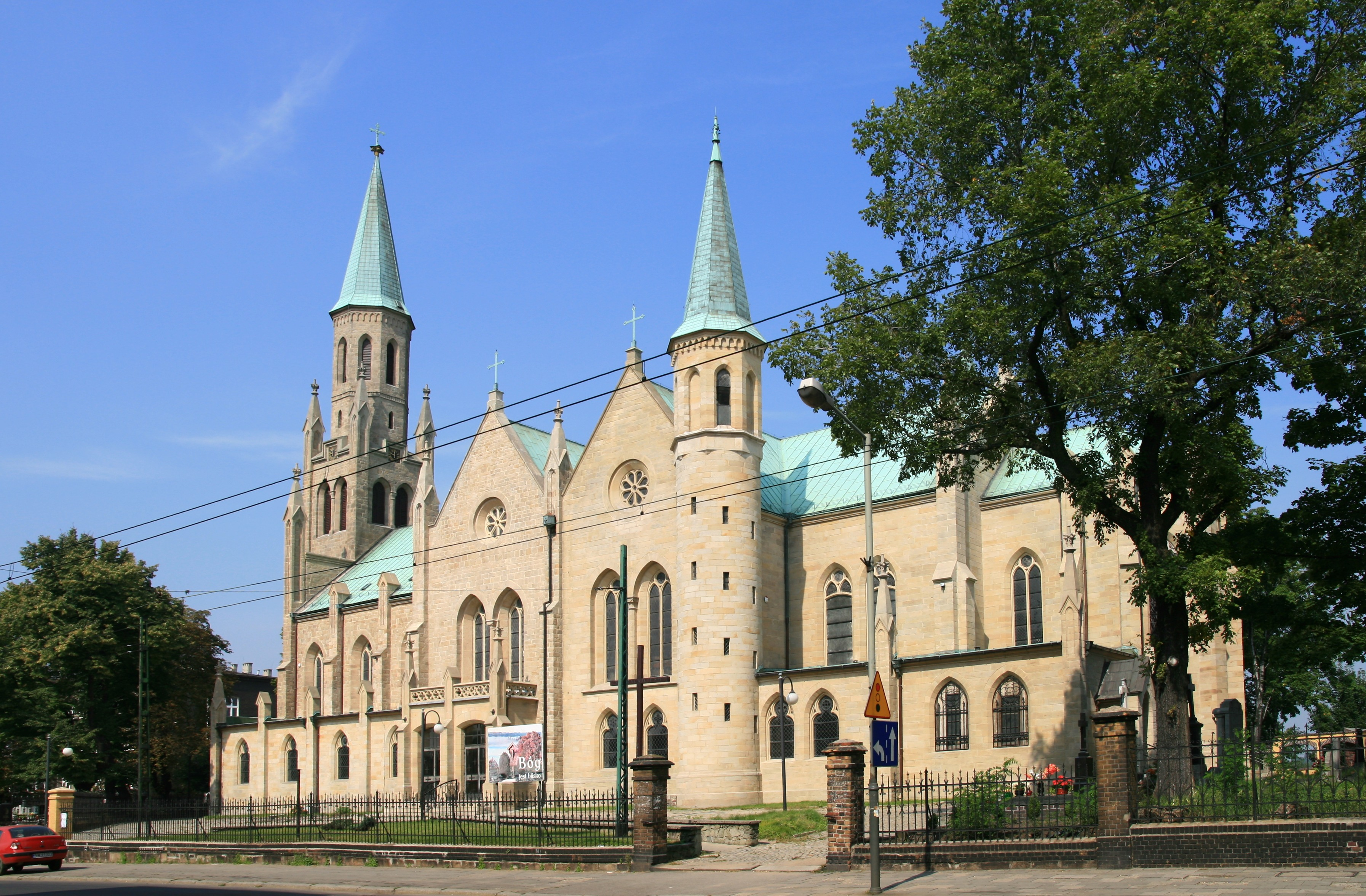
Szent Barbara templom
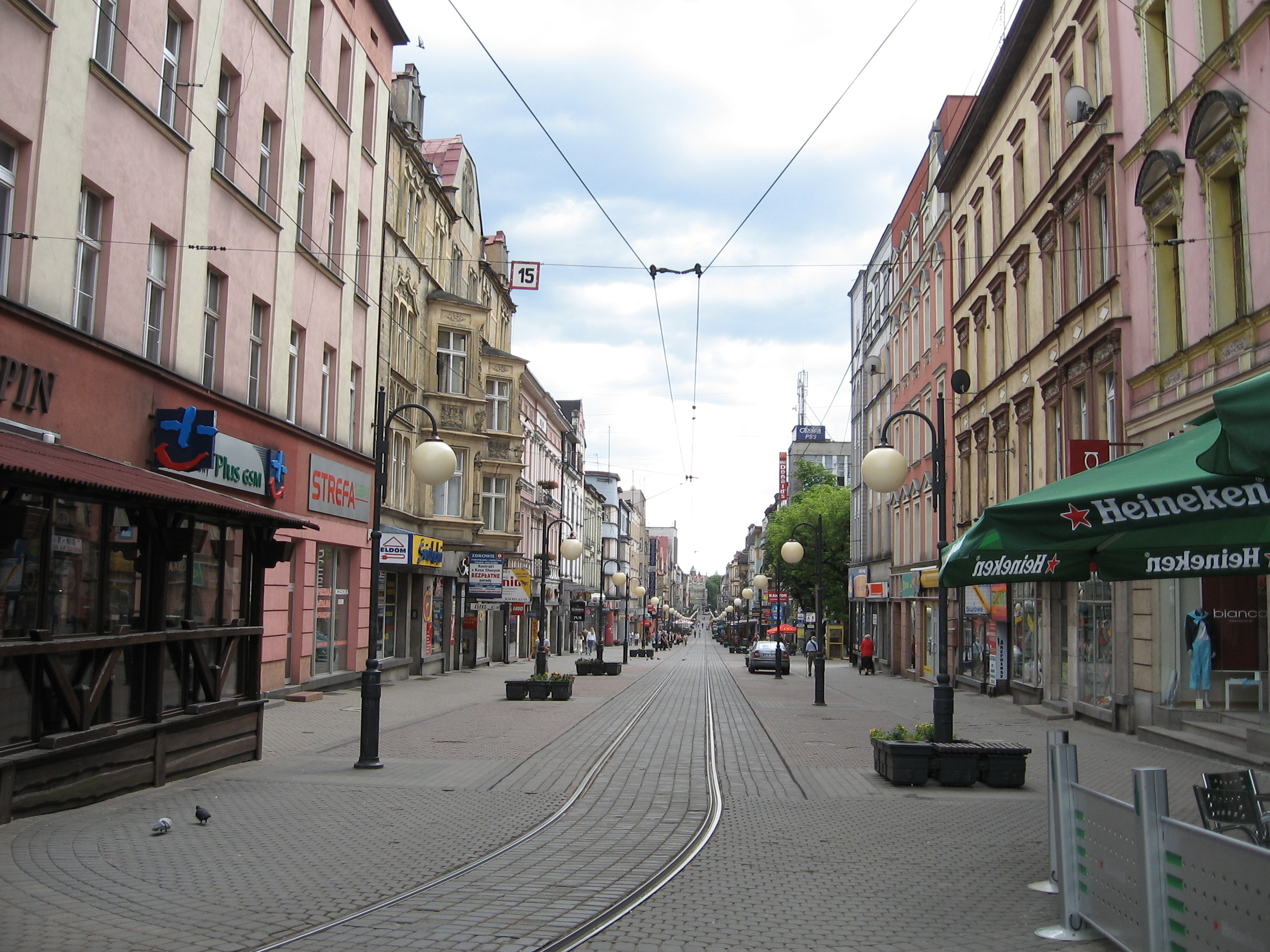
Wolności utca
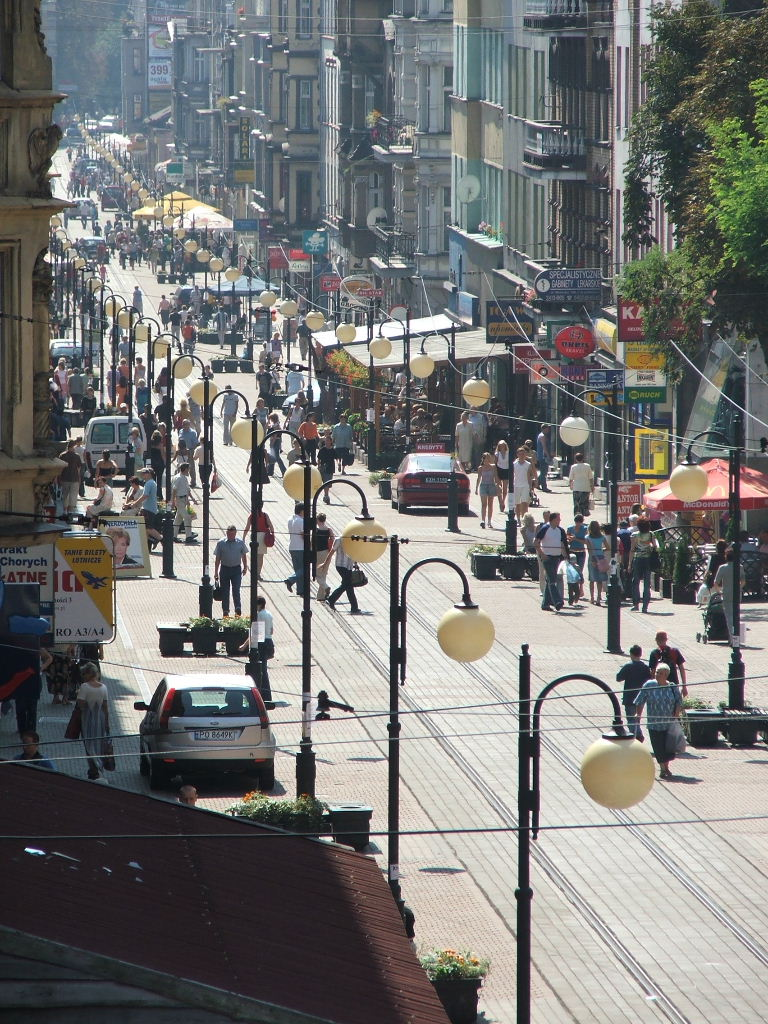
Wolności utca
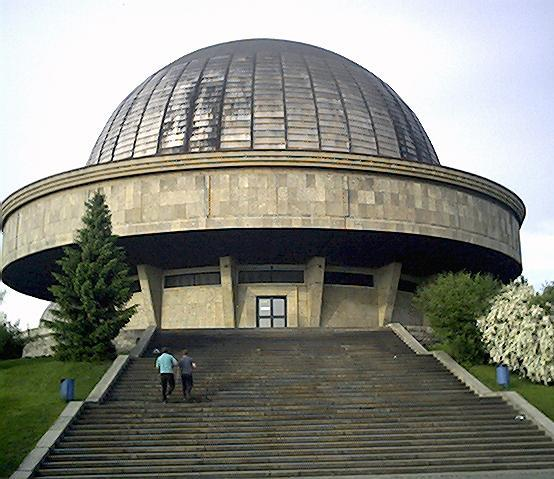
Planetárium
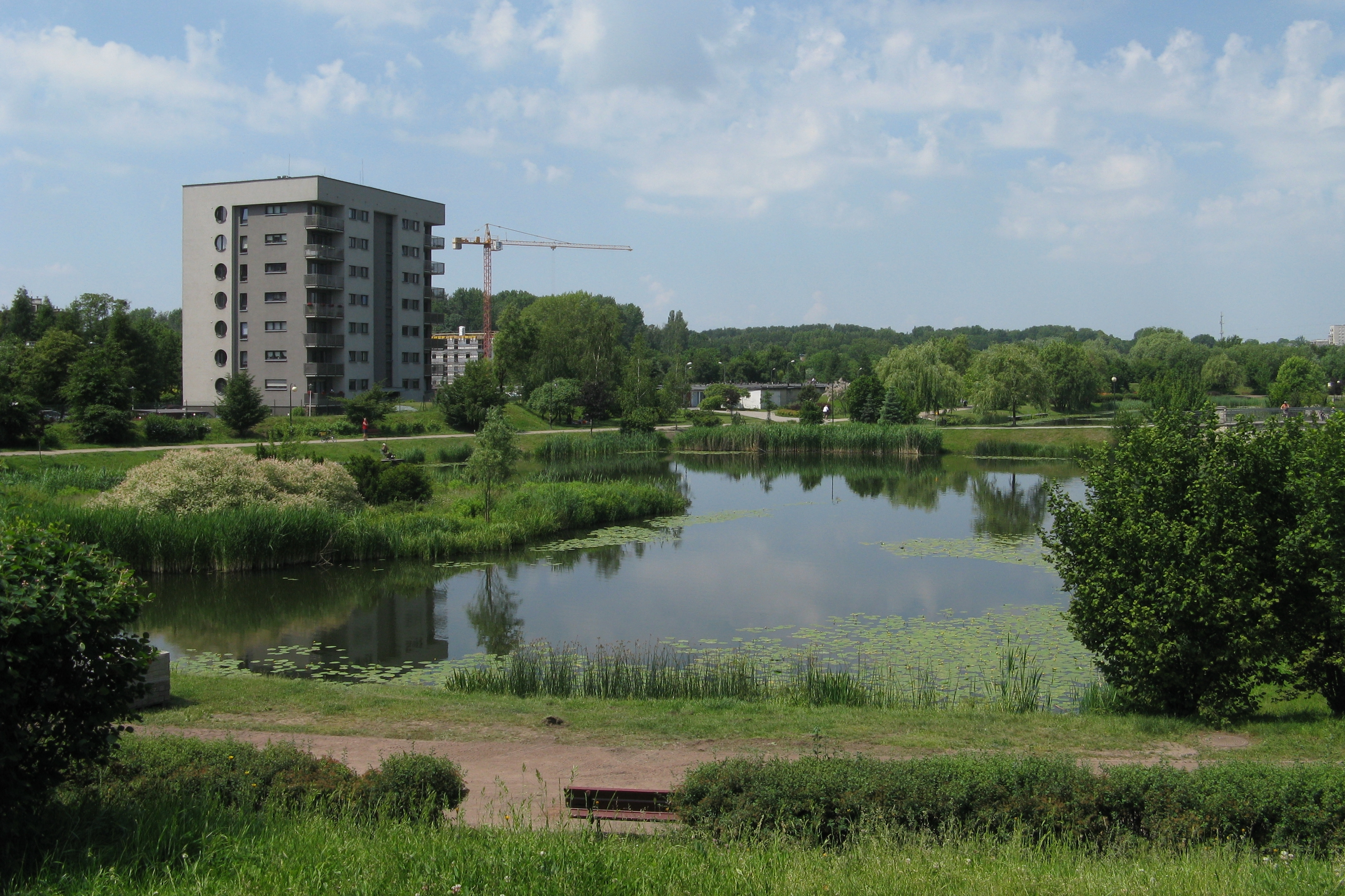
Amelung tó
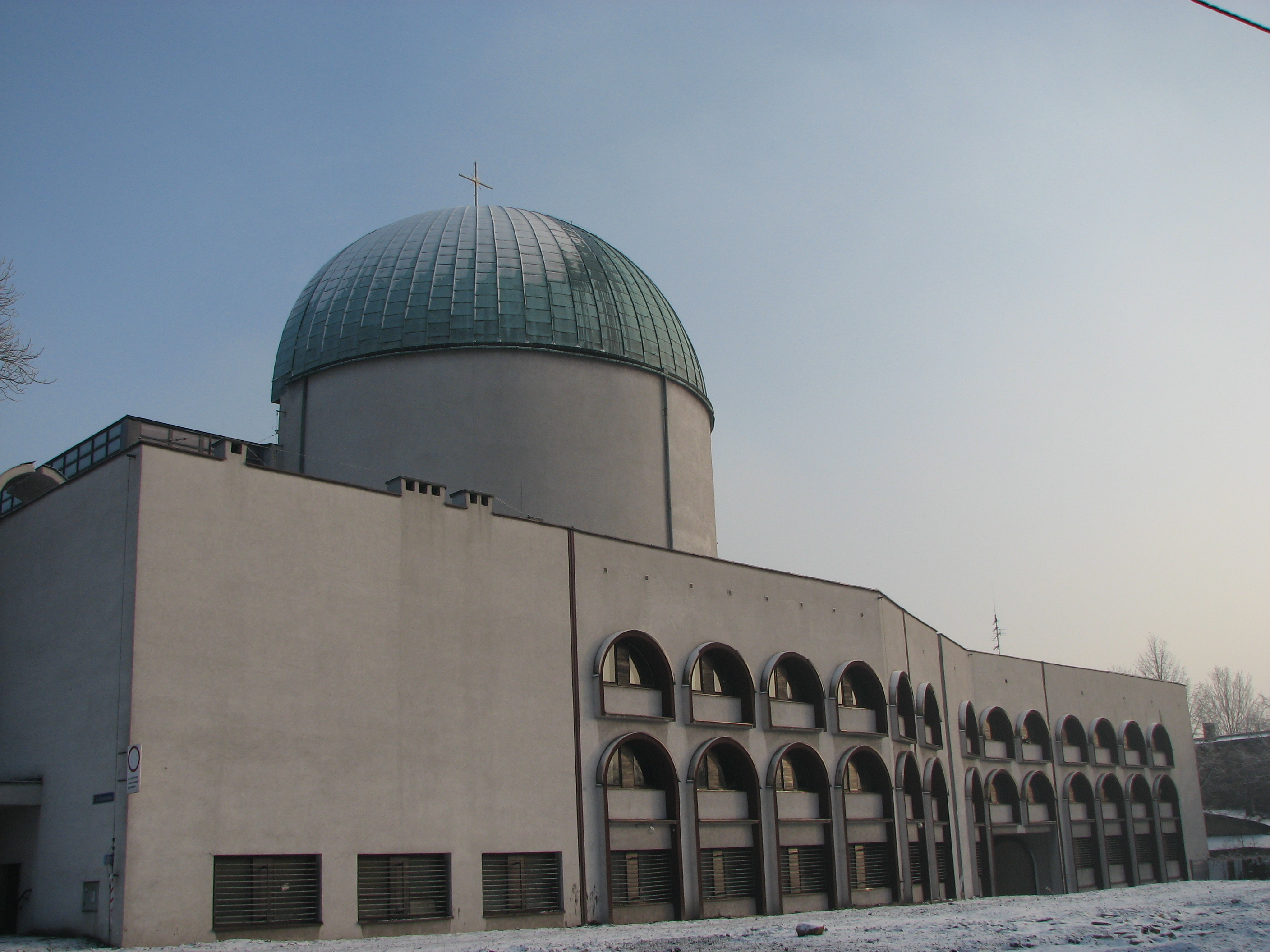
Ferences kolostor
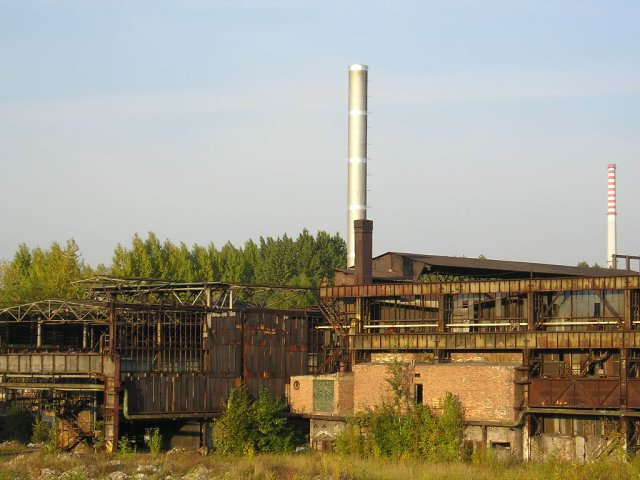
A vasmű romjai